# Moșteni-Greci, Argeș
Moșteni-Greci este un sat în comuna Boțești din județul Argeș, Muntenia, România.